# 葉雨亭
葉雨亭（1892年—1962年），滄縣汾淀鎮三撥村人，迷蹤羅漢拳南傳宗師。

## 生平
葉雨亭七歲開始練習家傳迷蹤羅漢拳，十四歲隨師傅葉錫震深造，公開傳授於滄縣、南皮兩地。年二十四出任關東長勝鏢局鏢師。受北平九門提督王淮慶聘為軍中第一大隊總教，後遷北平衛戍任教七載。其後轉隸張學良將軍繼任三年，再受山東督軍張宗昌聘任三年。三十年代南下上海精武，數年後轉聘為香港南華體育會少林拳班教師。抗戰時期，北上廣州灣，任教於西營新武堂。戰後，南華體育會邀請回港復教。與「大聖劈卦」耿德海及「鷹爪翻子」劉法孟合稱「河北三傑」。獲南京中央國術館頒予「槍法神妙」錦旗。

## 門人
入室弟子: 馬金雄(世界迷踪羅漢聯會會長，世界十段)、巢金超及韋金鏢等。
門人: 廖雲飛、劉同儼、黃添、勵光明(世界十段)、譚金城、鮑志良等。

## 外部連結
- 迷踪羅漢門網站
- 迷踪南傳 明報周刊 第2340期封面故事網站
- 葉雨亭 滄州武術[永久]網站